# Boulevard Sainte-Beuve
Pour les articles homonymes, voir Sainte-Beuve (homonymie).
Le boulevard Sainte-Beuve est une voie publique urbaine de la commune française de Boulogne-sur-Mer (Pas-de-Calais). Longeant la plage de Boulogne et le centre national de la mer Nausicaá, elle est l'un des principaux axes de la ville.

## Situation et accès
Le boulevard Sainte-Beuve se situe dans le nord-ouest de la ville, au bord de la Manche, à proximité de la limite Sud de la commune de Wimereux. Il s'agit d'une route à double sens, avec une voie dans chaque sens sur toute sa longueur.
Elle est accessible depuis la sortie 32 de l'autoroute A16, et la ligne F du réseau de bus Marinéo. Elle abrite également un camping.
Son importance touristique et sa localisation (faisant figure d'entrée Nord-Ouest de la ville) rendent la circulation difficile aux heures de pointe.

### Économie
La présence de la plage et de nombreux lieux d'intérêt font du boulevard Sainte-Beuve l'une des rues les plus touristiques de la ville. Elle n'abrite pas de commerces, mais de nombreux hôtels, restaurants et cafés.
Sa population fait partie des plus aisées de Boulogne-sur-Mer. Le boulevard Sainte-Beuve est considéré comme l'une des avenues les plus « chics » de la ville.

### Rues adjacentes vers le sud - direction centre-ville et port
- Boulevard Gambetta
- Rue de Folkestone

### Rues adjacentes vers l'est - direction quartiers Saint-Pierre et Chemin-Vert
- Rue du Fort en Bois
- Rue de la Falaise
- Rue du Machicoulis
- Rue Jules Lecomte
- Rue d'Ambleteuse
- Allée de la Légion d'honneur

### Rues adjacentes vers le nord - direction  et l'A16
- Route départementale 940
- Route départementale 96

## Origine du nom
La voie porte le nom du critique littéraire et écrivain boulonnais Charles-Augustin Sainte-Beuve (1804-1869).

## Historique

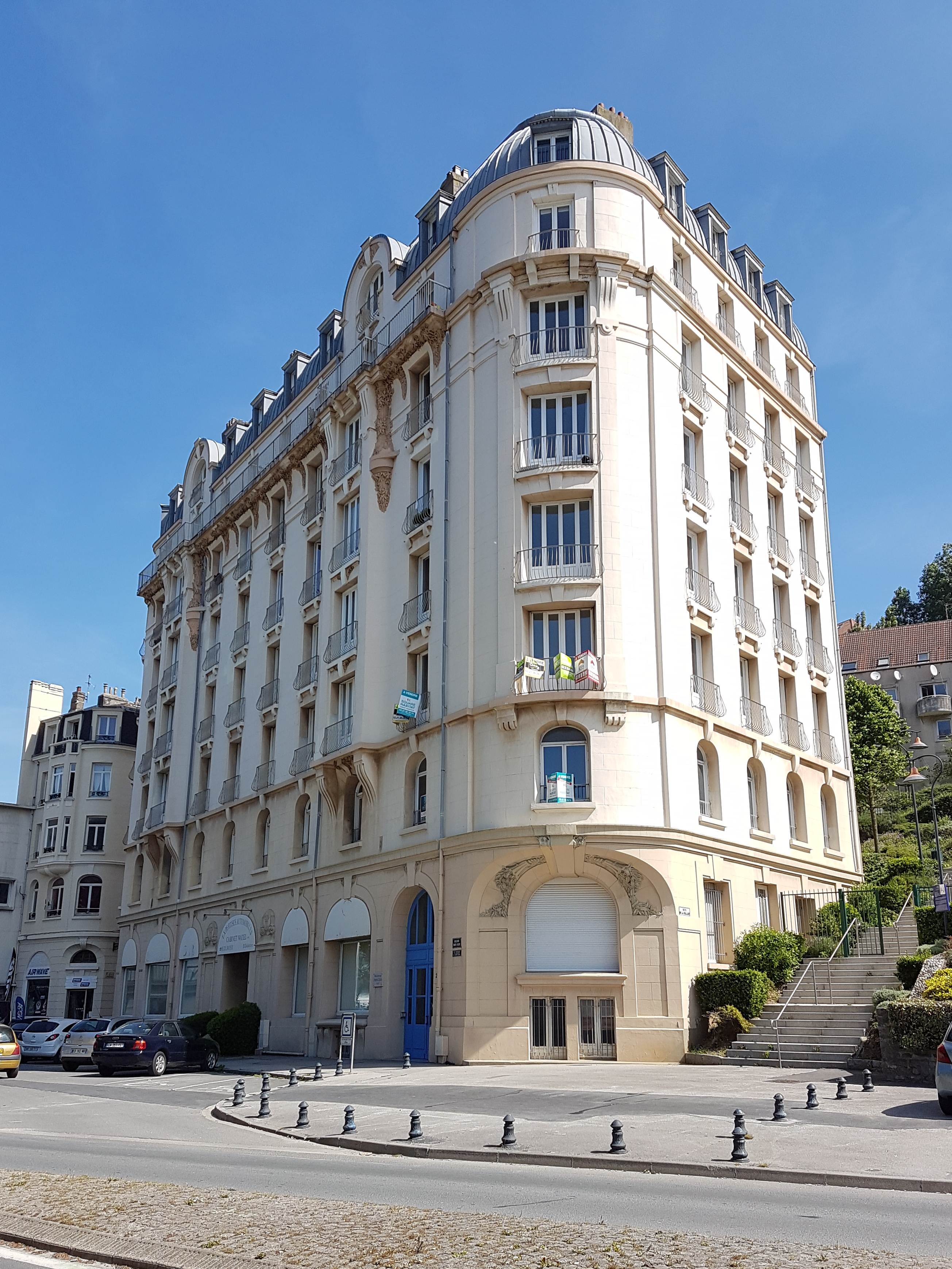
L'hôtel Princess est l'un des rares hôtels de luxe de la Belle Époque encore debout aujourd'hui.

La rue se développe beaucoup au XIXe siècle durant l'âge d'or économique et touristique de la ville. La vogue des bains de mer pousse à l'ouverture d'un établissement thermal, le Palais de Neptune, en 1825 à l'emplacement actuel de Nausicaá. Celui-ci est équipé d'un casino qui rencontrera un succès très important jusqu'à sa destruction dans un incendie le 21 août 1937.
Le boulevard Sainte-Beuve devient un lieu de villégiature pour les sociétés mondaines, en témoignent les nombreuses villas et hôtels luxueux, tels que l'hôtel Princess, construit en 1906. Elle est séparée du quartier des pêcheurs par plusieurs rues en escaliers qu'empruntaient les marins sur le trajet entre leur domicile et le port.
Le boulevard est profondément touché par les bombardements de la seconde Guerre mondiale. Un casino est reconstruit au même emplacement que le précédent, avant d'être détruit en 1987 pour construire le centre Nausicaá, inauguré en 1991.
Le boulevard prend son nom en hommage à l'écrivain boulonnais Charles-Augustin Sainte-Beuve (1804-1869).

## Lieux touristiques
- Plage de Boulogne-sur-Mer : c'est la seule plage de la ville, le reste du bord de mer de la commune étant occupé par les installations portuaires. Après une période où la baignade y était interdite, l'eau de cette plage reste classée parmi les moins propres de la région[3], notamment à cause de sa localisation, à côté du port et de la Liane, récupérant ainsi toutes les sources potentielles de pollution de la ville, du port et de la pluie[4]. C'est principalement pour cette raison que les plages voisines de l'agglomération sont souvent préférées par les vacanciers.
- Promenade San Martín : promenade piétonne qui longe la plage à partir de Nausicaá sur près de 500 m.
- Centre national de la mer Nausicaá : centre de découverte de l'environnement marin, équipé de nombreux aquariums qui abritent plus de 36 000 espèces marines venant du monde entier. Avec plus de 600 000 visiteurs par an, il s'agit de l'un des principaux sites touristiques du nord de la France.
- Jardins de Nausicaá : parc de 17 000 m2 qui fait office d'espace de détente avec un minigolf et une aire de jeux pour les enfants, et permettant la pratique d'activités sportives[5].
- Maison de la Beurrière (dans l'une des rues en escalier perpendiculaires au Boulevard) : reconstitue l'habitat typique des anciens marins pêcheurs de Boulogne.

## Bâtiments remarquables et lieux de mémoire

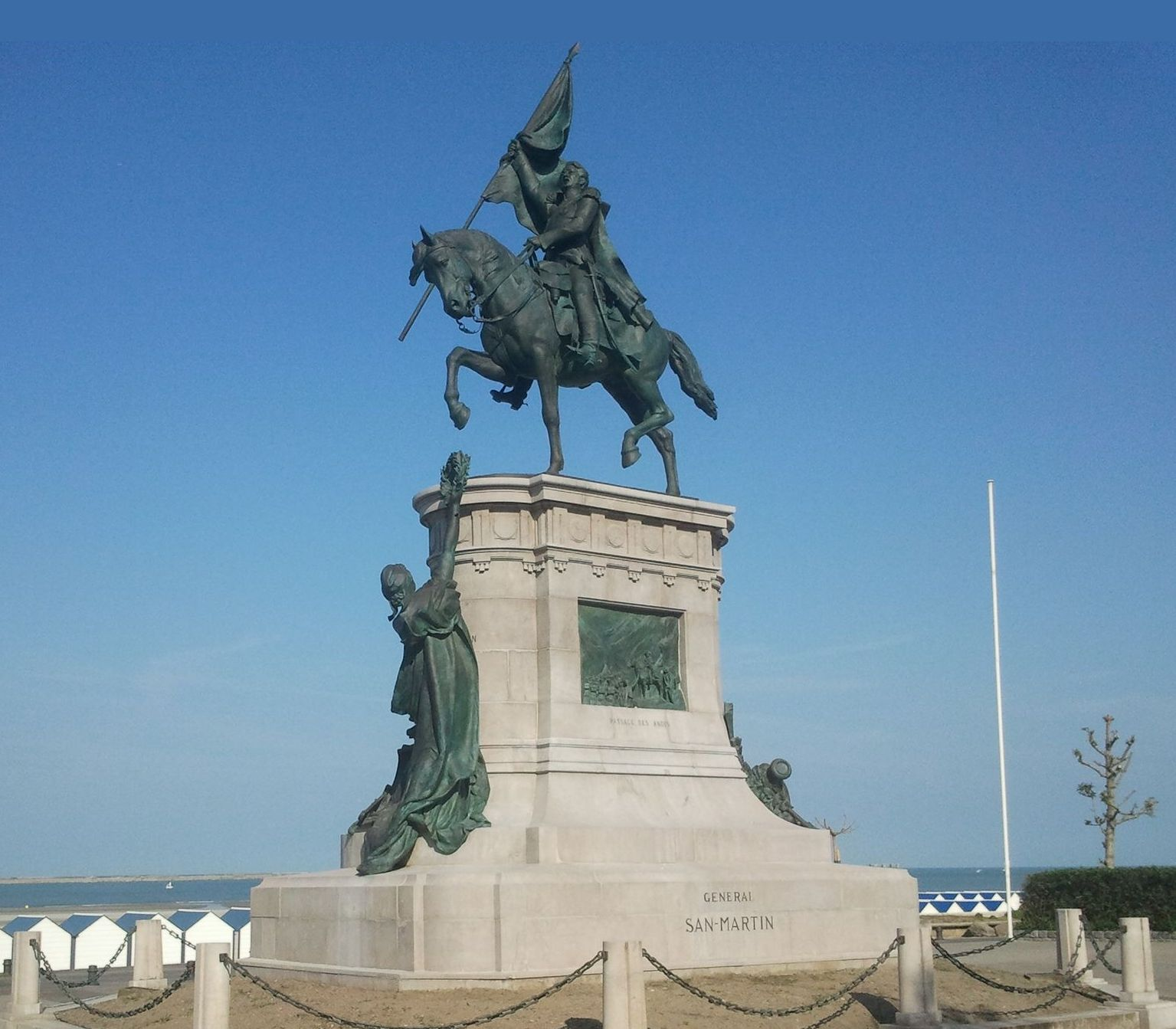
Statue du général San Martín.

- Statue équestre de José de San Martín, général argentin, héros de l'indépendance d'Argentine, mort à Boulogne-sur-Mer. La statue est dite « miraculée ». Le quartier où elle est située a enduré de nombreux bombardements, des raids aériens et beaucoup d'attaques navales lors de la Seconde Guerre mondiale. Les attaques étaient faites à haute altitude afin d'occasionner plus de dégâts et tout a été détruit dans le secteur près de la statue du général San Martín, sauf la statue de San Martín elle-même, bien que plusieurs bombes aient explosé autour du monument.
- Monument à la mémoire du capitaine Ferber, sculpté par Paul Graff[6], représentant un globe terrestre d'où s'envole un aigle aux ailes étendues.
- Mémorial de la Légion d'honneur (ou pierre Napoléon) : petit obélisque, inauguré en décembre 1809, situé sur l'emplacement du trône où se tenait Napoléon lors de la distribution de la première croix de la Légion d'honneur.

### Centres sportifs
- Piscine de Nausicaá : piscine municipale équipée de trois bassins (un grand bassin pour la pratique de la natation, un bassin peu profond et un bassin de détente et de relaxation chauffé toute l'année, sauna et hammam[7].
- Club de char à voile Côte d'Opale
- Yacht club boulonnais (voile)
- Stade de la Légion d'honneur
- Stade Jean-Méquin